# Rutsjebanen på Dyrehavsbakken
Rutsjebanen på Dyrehavsbakken er en rutsjebane udført i "kreosot"-behandlet fyrretræ. Den blev åbnet 16. maj 1932 og var på det tidspunkt Europas største og kostede 250.000 kr. (svarende til ca. 11,5 mio. kr. pr. 2024) Den er 852 meter lang med højeste punkt på 22 meter. På den hurtigste strækning er farten 75 km/t. Turen varer gennemsnitlig 2 minutter og 30 sekunder.
Bakkens gamle træ-rutsjebane er bygget af ingeniøren Walther Queenland fra Irland, samme mand der også byggede rutsjebanen i Tivoli. Banen blev bygget i samarbejde med tømrermester Valdemar Lebech vinteren 1931/1932. Den ligner den rutsjebane som blev bygget til Verdensudstillingen i Dublin 1907, som dog var dobbeltsporet. Bakkenbanen er en kopi af den rutschebane, som blev bygget til verdensudstillingen i Wimbledon i England i 1930 der blev senere bygget yderligere en kopi af rutsjebanen i Linnanmäki forlystelsespark, Helsingfors.
Rutsjebanen blev afsporet på forlystelsens første prøvetur da tømrersjakket som byggede banen skulle køre forlystelsens jomfrutur. Man havde glemt at tilrette tegningerne, og derfor var den pukkel, der kommer efter turens dybeste dal, for stejl. Det resulterede i at vogntoget fyldt med 40 standsede brat på den efterfølgende stejle pukkel og en af vognene kørte af sporet.
De gamle og udslidte vogne i rutsjebanen fra 1932, og som blev bygget hos Vølund, blev 2010 skiftet ud med nye vogntog. Det betød samtidigt et farvel til bremsemanden på bagsmækken, idet de nye vogne er styret og bremset elektronisk via bremseanordninger, som er bygget ind i banen. Vogntoget er bygget specielt til rutsjebanen af det hollandske firma KumbaK Coasters BV. Banen har tre vognsæt med plads til 20 personer i hver. I forbindelse med renoveringen blev der trukket 21 kilometer kabel, og samtidig blev 5 kilometer træplanker og 1.000 meter stolper udskiftet og hamret godt fast med 140.000 spigere (store søm).
Da banen åbnede i 1932 stod der 'Rutchebanen' på skiltet ved indgangen, men man opdagede relativt hurtigt stavefejlen, og i hvert fald siden ca. 1940 har banen heddet Rutschebanen - og det kaldes den fortsat, selvom den korrekte stavemåde siden 2001 har været 'rutsjebane'.
Rutsjebanen har siden 1952 været ejet af den danske stat. I rutsjebanens nu mere end 80-årige historie er der indtruffet to dødsulykker i forlystelsen.